# Julius Tauriainen
Julius Mikael Tauriainen (* 18. April 2001) ist ein finnischer Fußballspieler.

## Werdegang
Julius Tauriainen entstammt einer Familie von Fußballspielern: sein Vater Pasi sowie sein Onkel Vesa waren finnische Nationalspieler, sein Onkel Kimmo war ebenfalls Fußballprofi. Sein jüngerer Bruder Jimi spielt seit 2020 in der Jugend des FC Chelsea.

### Verein
Tauriainen wuchs in Veikkola auf und begann seine Karriere als Kind beim lokalen FC Wild, ehe er in die Jugend des finnischen Rekordmeisters HJK Helsinki wechselte. Ab der Saison 2018 spielte er in der Reservemannschaft des Vereins, Klubi 04, in der zweiten finnischen Liga und stand zudem vereinzelt bei Spielen der Erstliga-Mannschaft im Kader, ohne dort zum Einsatz zu kommen. Zudem bestritt er für HJH zwei Spiele in der UEFA Youth League. Nach dem Abstieg von Klubi 04 in die dritte Liga kam Tauriainen zunächst noch dort zum Einsatz, wechselte dann aber im Sommer 2019 nach Deutschland zum SC Freiburg. Bei den Breisgauern spielte er daraufhin zunächst in der U19-Jugendmannschaft.
Im Sommer 2020 rückte der Mittelfeldspieler in die zweite Mannschaft des Vereins in der Regionalliga Südwest auf und erreichte mit dieser am Saisonende den Aufstieg in die Dritte Liga. In der folgenden Saison 2021/22 gab er dort daraufhin sein Profiliga-Debüt und kam regelmäßig zum Einsatz; insgesamt absolvierte er 28 Drittliga-Partien für die Freiburger und stand dabei in 21 in der Startelf. Sein auslaufender Vertrag wurde am Saisonende jedoch nicht verlängert.
Im September 2022 wechselte Tauriainen zum polnischen Erstligisten Miedź Legnica, der ihn für seine zweite Mannschaft in der vierten Liga unter Vertrag nahm. Bis zur Winterpause bestritt er dort daraufhin fünf Spiele. Anschließend verließ er den Verein wieder und kehrte im Februar 2023 nach Finnland zurück, wo ihn der Erstligist FC Lahti verpflichtete.

### Nationalmannschaft
Ab 2016 durchlief Tauriainen die finnischen Juniorennationalmannschaften, beginnend mit den U16- sowie U17-Nationalmannschaften und ab 2019 auch den U18- und U19-Auswahlen. Seit 2021 spielt er in der U21-Nationalmannschaft seines Landes.

### Erfolge
- Aufstieg in die Dritte Liga: 2021 mit dem SC Freiburg II
- Meister der Regionalliga Südwest: 2021 mit dem SC Freiburg II